# Apostolska nunciatura v Koreji
Apostolska nunciatura v Koreji je diplomatsko prestavništvo (veleposlaništvo) Svetega sedeža v Južni Koreji, ki ima sedež v Seulu.
Trenutni apostolski nuncij je Osvaldo Padilla.

## Seznam apostolskih nuncijev
- Patrick Joseph Byrne (7. april 1949–25. november 1950)
- Egano Righi-Lambertini (28. december 1957–9. julij 1960)
- Saverio Zupi (1960–28. oktober 1961)
- Antonio del Giudice (18. april 1962–19. agust 1967)
- Ippolito Rotoli (2. september 1967–15. november 1972)
- Luigi Dossena (26. februar 1973–24. oktober 1978)
- Luciano Angeloni (25. november 1978–21. avgust 1982)
- Francesco Monterisi (24. december 1982–20. junij 1987)
- Ivan Dias (20. junij 1987–16. januar 1991)
- John Bulaitis (30. november 1991–25. marec 1997)
- Giovanni Battista Morandini (23. april 1997–6. marec 2004)
- Emil Paul Tscherrig (22. maj 2004–26. januar 2008)
- Osvaldo Padilla (12. april 2008–danes)